# GUCY2D
Гуанилатциклаза сетчатки 1, также известная как гуанилатциклаза сетчатки 2D, — фермент, который у человека кодируется геном GUCY2D.

## Функция
Этот ген кодирует гуанилатциклазу сетчатки, которая является членом семейства мембранных гуанилилциклаз. Как и другие мембранные гуанилилциклазы, этот фермент имеет гидрофобную N-концевую сигнальную последовательность за которой расположен большой внеклеточный домен, одиночный трансмембраный домен, киназо-подобный домен и затем каталитический домен гуанилатциклазы. В отличие от других мембранных гуанилилциклаз, этот фермент не активируется натрийуретическими пептидами.

## Клиническое значение
Результатом мутаций в этом гене является Амавроз Лебера и палочко-колбочковая дистрофия-6.